# Marie-Gaïané Mikaelian
Marie-Gaïané Mikaelian (ur. 3 marca 1984 w Lozannie) – szwajcarska tenisistka.

## Kariera sportowa
Status zawodowy otrzymała 3 marca 2001 roku. Jest zawodniczką praworęczną z oburęcznym backhandem.
W 1998 roku zagrała pierwsze turnieje ITFu. W 1999 roku wygrała swój pierwszy turniej juniorski w Lenzerheide w Szwajcarii. Doszła do finału we francuskim Poitiers, pokonując w półfinale Justine Henin, a w decydującym meczu ulegając Hrdličkovej. Po raz pierwszy grała w kwalifikacjach do turnieju zawodowego – w Strasburgu. Pod koniec 2000 roku zadebiutowała w imprezie WTA w Filadelfii.
W 2001 roku dostała się do grona stu najlepszych tenisistek świata, odnotowując w sezonie awans o dwieście sześćdziesiąt jeden pozycji rankingowych. Osiągnęła półfinał w Taszkencie i finał w Bazylei. Zadebiutowała w wielkoszlemowym US Open oraz w turnieju WTA pierwszej kategorii w Zurychu. Tam pokonała trzynastą rakietę świata, Jelenę Diemientjewą oraz Tatianę Panową.
W 2002 roku wzięła udział we wszystkich turniejach wielkoszlemowych, na Roland Garros wygrała swój pierwszy mecz Wielkiego Szlema, pokonując w trzech setach Kuti Kis. Sklasyfikowana wśród pięćdziesięciu najlepszych tenisistek świata. Jako najwyżej rozstawiona wygrała pierwszy, i jak dotąd jedyny, turniej zawodowy w grze pojedynczej w Taszkencie. W finale wygrała z Taccianą Puczak. Była w finale w Québecu, gdzie uległa Silvii Farinie. Wygrała z Magdaleną Maleewą i Meghann Shaughnessy. W Zurychu dołożyła do kolekcji zwycięstw nad czołowymi zawodniczkami świata jeszcze jedno zwycięstwo nad Maleewą, a do tego triumf nad Anastasiją Myskiną. Poniosła porażkę w ćwierćfinale z Justine Henin.
Rok 2003 to sezon upływający pod znakiem kontuzji. W półfinale w Gold Coast pokonała Patty Schnyder i została finalistką tego turnieju, ulegając w decydującym spotkaniu Nathalie Dechy. Skreczowała w pierwszej rundzie Australian Open przeciwko Emmanuelle Gagliardi. Kontuzja wykluczyła ją z gry do turnieju w Miami w marcu. Doszła do ćwierćfinału w Stanford (przegrała z Kim Clijsters). Była w trzeciej rundzie w Berlinie i Birmingham.
Kolejne sezony to spadek rankingowy, wiele nieudanych startów, zakończonych na pierwszej rundzie, wycofanie się z turniejów z powodu kontuzji (zwłaszcza dokuczały jej ramię, nadgarstek i kostka). W 2004 roku doszła do trzeciej rundy w Charleston, w turnieju ITF osiągnęła finał. W 2005 roku jedyny zawodowy mecz wygrała na początku sezonu w Tokio, pokonując Nicole Pratt. Przegrała potem ze Swietłaną Kuzniecową. W 2006 roku wycofała się z Roland Garros z powodu kontuzji ramienia. Trzykrotnie odpadała w kwalifikacjach do amerykańskich turniejów w marcu i kwietniu.
27 stycznia 2003 sklasyfikowana na trzydziestym trzecim miejscu na liście światowej.
Jako juniorka była półfinalistką wielkoszlemowych Wimbledonu 2000 i US Open 2001.
Trenowana przez rodziców, Marguerite i Georges’a. Lubi grać na wszystkich nawierzchniach, zwłaszcza na kortach twardych. Mama jest z zawodu pielęgniarką, ojciec stomatologiem. Ma dwóch młodszych braci, Chistophera i Alexandra oraz starszą siostrę Victorię, która jest farmaceutką. Interesuje się astronomią.

## Finały turniejów WTA
| Legenda                | Legenda |
| ---------------------- | ------- |
| Wielki Szlem           |         |
| Igrzyska olimpijskie   |         |
| WTA Tour Championships |         |
| 1988 – 2008            |         |
| Kategoria I            |         |
| Kategoria II           |         |
| Kategoria III          |         |
| Kategoria IV           |         |
| Kategoria V            |         |

### Gra pojedyncza
| Końcowy wynik | Nr | Data             | Turniej    | Nawierzchnia | Przeciwniczka   | Wynik finału  |
| ------------- | -- | ---------------- | ---------- | ------------ | --------------- | ------------- |
| Finalistka    | 1. | 5 sierpnia 2001  | Bazylea    | Ceglana      | Adriana Gerši   | 4:6, 1:6      |
| Zwyciężczyni  | 1. | 16 czerwca 2002  | Taszkent   | Twarda       | Tacciana Puczak | 6:4, 6:4      |
| Finalistka    | 2. | 22 września 2002 | Québec     | Twarda       | Jelena Bowina   | 3:6, 4:6      |
| Finalistka    | 3. | 5 stycznia 2003  | Gold Coast | Twarda       | Nathalie Dechy  | 3:6, 6:3, 3:6 |